# Kumaragupta I

'Kumaragupta I'(Mahendraditya) fue un gobernante del Imperio Gupta de la India durante el periodo 415 - 455. Al igual que su padre y predecesor, Chandragupta II, Kumaragupta fue un gobernante capaz. Conservó, intacto, el vasto imperio que se extendía desde el norte de Bengala a Kathiawar y del Himalayas al Narmada. Gobernó de manera eficiente durante casi cuarenta años. Sin embargo, los últimos días de su reinado no fueron buenos. El imperio Gupta se vio amenazada por las invasiones de los Pushyamitras. Los Pushyamitras eran una tribu de extranjeros que se asentaron en la India central. Sin embargo, Kumaragupta tuvo éxito en derrotar a los invasores y pudo realizar el Ashwa medhá (sacrificio del caballo) para celebrar su victoria. También emitió nuevas monedas con imágenes del Señor Kartikeya.

## Administración
Durante su reinado, Chiratadatta era el gobernador de Pundravardhana. Un príncipe, Ghatotkachaqupta era el gobernador de Eran y un tercer gobernador (o feudatario), Bandhuvarma era el gobernante de Dashapura. La inscripción Karmadande (436 dC) menciona a Prithivishena, que fue inicialmente mantrin y kumaramatya (ministro) de Kumaragupta I, pero más tarde se convirtió en su mahabaladhikrita(general).

## Pilar de hierro

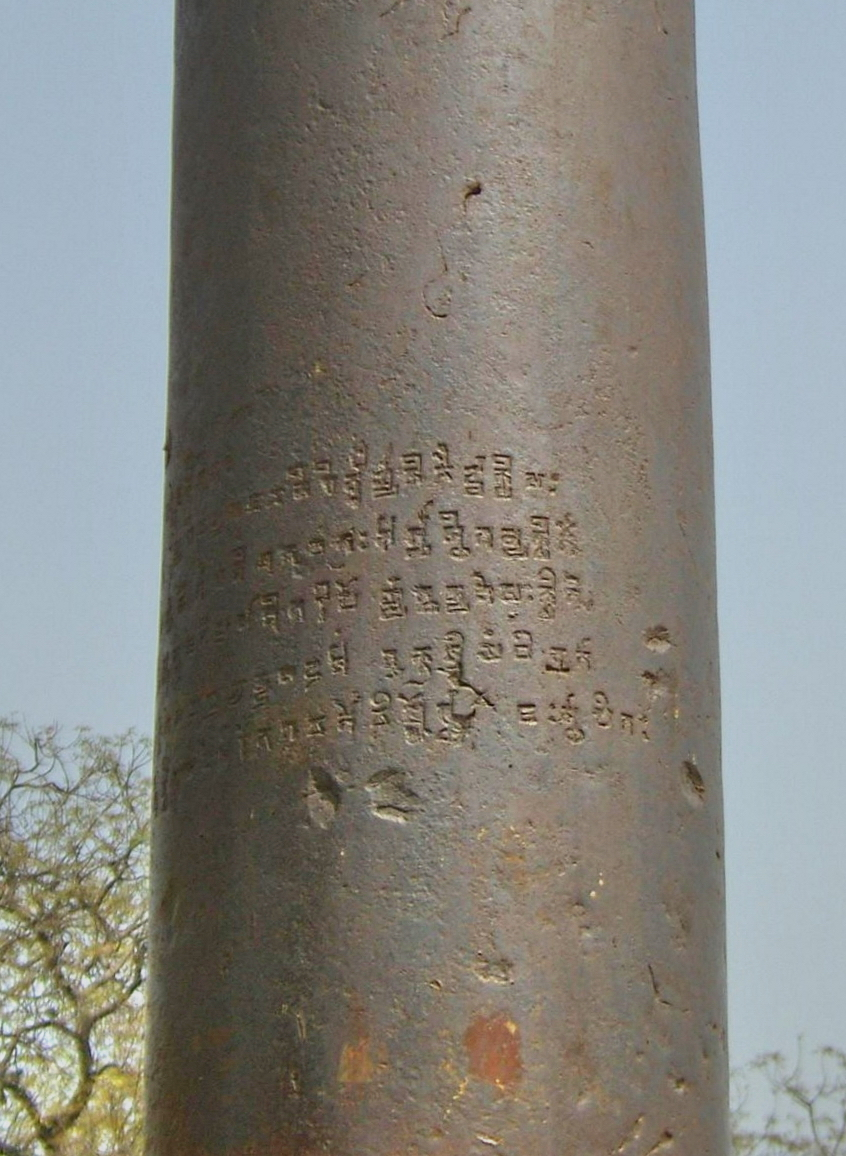
Las inscripciones han sobrevivido la prueba del tiempo en la columna de hierro.

Kumaragupta erigió una columna de hierro, hoy visible en complejo de Qutb. El pilar de hierro es uno de los principales lugares de interés metalúrgico del mundo. El pilar fue localizado originalmente en la templo de Muttra, con el ídolo de Garuda en la parte superior. Es la única pieza de lo que queda del templo hindú, que estaba allí antes de ser destruido por Qutb-ud-din Aybak para construir el Qutub Minar y la mezquita Quwwat-ul-Islam. Qutub construyó la mezquita alrededor del templo hindú.
Compuesto por el 98% de forjado de hierro de calidad impura, tiene 7,20 metros de alto y un diámetro de 40 centímetros. El pilar es un testimonio del alto nivel de destreza alcanzado por los antiguos herreros de la India en la extracción y transformación del hierro. Ha atraído la atención de los arqueólogos y metalúrgicos, ya que ha resistido la corrosión durante los últimos 1600 años, a pesar de las duras condiciones meteorológicas.

## Sucesión después de Kumaragupta

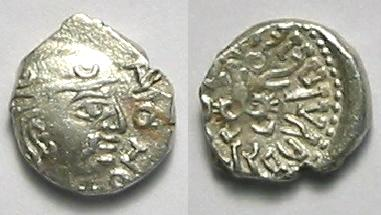
Moneda de plata del rey Kumaragupta

Los estudiosos modernos están divididos sobre el sucesor inmediato de Kumaragupta I. Mientras que algunos opinan que fue sucedido por su hijo Skandagupta, otros afirman que fue sucedido por su otro hijo, Purugupta. Algunos incluso llegan a pensar que tanto Skandagupta como Purugupta son la misma persona.
La inscripción de la roca Junagadh menciona a Skandagupta:
 ... a quien la diosa de la fortuna y el esplendor por su propia voluntad seleccionó como su marido, teniendo sucesión (y) con juicio pleno de habilidad tuvo en cuenta y meditó sobre todas las causas de las virtudes y defectos, (y) habiendo descartado a todos (los otros) hijos de los reyes (por no presentarse a su nivel). 
El significado de este pasaje es oscuro. Es, sin embargo, seguro de que la capacidad superior y la destreza de Skandagupta en un momento de crisis condujo a su elección como gobernante, con preferencia a otros reclamantes posibles después de la muerte de Kumara Gupta I y orgulloso de sus éxitos contra los bárbaros, asumió Skandagupta el título de Vikramaditya.
Los continuos ataques de los hunos debilitaron el imperio Gupta. Skandagupta murió en 467. Después de su muerte, el imperio Gupta comenzó a declinar.

## Fechado de las inscripciones
Una inscripción en una figura de un iaksá de Mathura durante el reinado de Kumaragupta se ha fechado a 432 , y un pedestal (sin ningún nombre de rey en ella), pero presumiblemente desde Kumaragupta de reinado - se ha fechado a 442.
La inscripción Bilsad es el registro más antiguo de su reinado y que data del año 96 de los Gupta, que corresponde a 415.

## Decadencia del Imperio Gupta
Las inscripciones demuestran que la soberanía Gupta fue reconocido en la región de Jabbalpur en el valle de Narmada tan tarde como el año 528, y en el norte de Bengala hasta el año 543-544. Se cree que Kumaragupta II estuvo gobernando en los años 473-474, Budaghupta en los 476-495, Vainyagupta en el año 508 y Bhanugupta en 510-511. El imperio Gupta comenzó a desintegrarse hasta que a mediados del siglo VI, se había quedado limitado a pequeños distritos.
La última fecha conocida de su reinado se produce en una inscripción en uno de sus monedas de plata, lo que corresponde a 445.